# Кива
Кива (фр. Cuvat) насеље је и општина у источној Француској у региону Рона-Алпи, у департману Горња Савоја која припада префектури Анси.
По подацима из 2011. године у општини је живело 1018 становника, а густина насељености је износила 215,68 становника/km². Општина се простире на површини од 4,72 km². Налази се на средњој надморској висини од 675 метара (максималној 902 m, а минималној 540 m).

## Демографија
| 1962. | 1968. | 1975. | 1982. | 1990. | 1999. | 2011. |
| ----- | ----- | ----- | ----- | ----- | ----- | ----- |
| 190   | 212   | 291   | 360   | 518   | 770   | 1.018 |

График промене броја становника у току последњих година